# Città vecchia di Ragusa
La città vecchia di Ragusa o città vecchia di Dubrovnik è il centro storico di questa città della Croazia meridionale sulla costa dalmata. Situata su un promontorio roccioso a picco sul mare Adriatico, è delimitata da scogliere a ovest e a sud, dal suo porto a est e da imponenti bastioni a nord e a ovest.
Fondata nel VII secolo, la città mercantile passò sotto la sovranità bizantina poi veneziana prima di diventare capitale di una Repubblica indipendente. La città, prospera e opulenta fino al XVII secolo, è stata gravemente danneggiata due volte, nell'aprile 1667 da un terremoto e tra la fine del 1991 e l'inizio del 1992 durante l'assedio di Ragusa come parte della guerra d'indipendenza croata. Quest'ultimo evento mise a repentaglio l'inserimento del centro storico nella Lista del Patrimonio mondiale dell'UNESCO ottenuto nel 1979, ma gli sforzi di ricostruzione e restauro consentirono di evitare la cancellazione. Grazie alla presenza di questo quartiere storico, Ragusa è una delle principali destinazioni turistiche della Croazia dalla fine degli anni '90.

## Architettura e urbanistica
- Mura di Ragusa
- Stradun (strada principale)
- Cattedrale dell'Assunzione
- Palazzo dei Rettori
- Palazzo Sponza
- Grande Fontana di Onofrio
- Chiesa di San Salvatore
- Chiesa di San Biagio
- Convento francescano
- Sinagoga di Ragusa
- Collegio di Ragusa

## Protezione
Il sito è stato inserito nella lista dei patrimoni dell'umanità dell'UNESCO nel 1979 con la seguente motivazione:
(Motivazione dell'inserimento della città vecchia di Ragusa nella lista dei patrimoni dell'umanità dell'UNESCO)
Essendo stata dichiarata in pericolo dall'UNESCO dal 1991 al 1998 a causa delle distruzioni causate dalle guerre jugoslave, la città vecchia di Ragusa è tuttora oggetto di lavori di restauro, che sono coordinati dalla già citata organizzazione mondiale.

## Economia e turismo
Il turismo di massa di cui è vittima il centro storico è fonte di tensione con gli abitanti da diversi decenni (almeno dal 1997).